# Ahti Pekkala
Ahti Antti Johannes Pekkala, född 20 december 1924 i Haapavesi, död 23 augusti 2014 i Haapavesi, var en finländsk politiker, bankman och ämbetsman. Han var centerpartistisk riksdagsman 1970–1985, riksdagens förste vice talman 1976–1978 och talman 1978–1979. Pekkala var Centerpartiets vice partiordförande 1971–1986. Pekkala var finansminister i tre olika regeringar (Koivisto II, Sorsa III och Sorsa IV) 1979–1986, alltså längre än någon av sina företrädare. Dessutom var han landshövding i Uleåborgs län 1986–1991.
Pekkala var elektor i presidentvalen 1956, 1978 och 1982.

### Uppslagsverk
- Sandelin, Rabbe: Pekkala, Ahti i Uppslagsverket Finland (webbupplaga, 2012). CC-BY-SA 4.0
- Ledamotsmatrikel: Ahti Pekkala Finlands riksdag (läst 1 januari 2013)